# Conglobatoides
Conglobatoides es un género de foraminífero bentónico considerado un sinónimo posterior de Conglophragmium de la familia Lituotubidae, de la superfamilia Lituotuboidea, del suborden Lituolina y del orden Lituolida. Su especie tipo era Trochammina conglobata. Su rango cronoestratigráfico abarcaba el Holoceno.

## Discusión
Clasificaciones previas incluían Conglobatoides en el suborden Textulariina del orden Textulariida, o en el orden Lituolida sin diferenciar el suborden Lituolina.

## Clasificación
Conglobatoides incluía a la siguiente especie:
- Conglobatoides conglobata, aceptado como Conglophragmium coronatum